# Provincia de Giresun
Giresun es una de las 81 provincias de Turquía, situada en el noreste de Turquía, en la costa del mar Negro. Sus provincias colindantes son Trebisonda en el este, Gümüşhane al suroeste, Erzincan al sur, Sivas al sureste, y Ordu al este. La capital provincial es Giresun. La provincia tiene un área de 6.934 km², que en términos de extensión es similar a la mitad de Montenegro. Su población es de 523.819 habitantes y su capital la ciudad de Giresun, que cuenta a su vez con 112.501 personas.

## Distritos

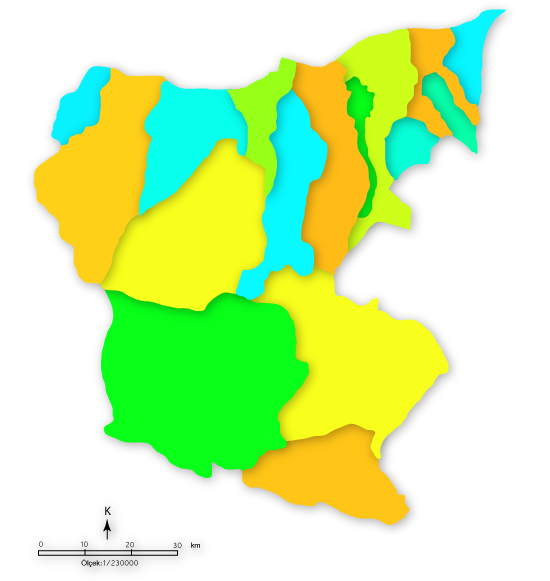
División en distritos

Los distritos de la provincia son Alucra, Bulancak, Çamoluk, Çanakçi, Dereli, Dogankent, Espiye, Eynesil, Görele, Güce, Kesap, Piraziz, Sebinkarahisar, Tirebolu, Yaglidere.